# Ryōtarō Azuma
Ryōtarō Azuma (japonès: 東 龍太郎, Azuma Ryōtarō, 16 de gener de 1893 - 26 de maig de 1983) va ser un físic i polític japonés que va ser Governador de Tòquio des de 1959 fins a 1967.
Nascut a Osaka, va ingressar a la Universitat Imperial de Tòquio i va estudiar a la Universitat de Londres, on es va especialitzar en química física i fisiologia. Durant la Segona Guerra Mundial va servir a la Marina Imperial Japonesa, i va obtenir un lloc al ministeri de sanitat en acabar la guerra. Més tard va esdevenir president de la Universitat d'Ibaraki. En la dècada de 1950, va ser cap del Comité Olímpic Japonès i va contribuir a l'elecció de Tòquio com a seu dels Jocs Olímpics d'Estiu de 1964.

## Governador de Tòquio
A les eleccions a governador de Tòquio de 1959 va presentar-se com a candidat pel Partit Liberal Democràtic i va guanyar front al candidat del Partit Socialista del Japó, l'exministre d'exteriors en temps de pre-guerra Hachirō Arita. Va ser reelegit governador a les eleccions a governador de Tòquio de 1963. Gran part de la seua herència com a governador esta relacionada amb les millores i el desenrotllament de Tòquio abans i alhora dels jocs olímpics de 1964 i amb la contaminació i els problemes administratius que l'acompanyen.